# Pentagonaster
Pentagonaster is een geslacht van zeesterren uit de familie Goniasteridae.

## Soorten
- Pentagonaster duebeni Gray, 1847
- Pentagonaster elegans Blake, 1988 †
- Pentagonaster pulchellus Gray, 1840
- Pentagonaster pulvinus Alcock, 1893
- Pentagonaster stibarus H.L. Clark, 1914